# Ourapteryx olivacea
Ourapteryx olivacea är en fjärilsart som beskrevs av Standfuss 1896. Ourapteryx olivacea ingår i släktet Ourapteryx och familjen mätare. Inga underarter finns listade i Catalogue of Life.